# Canyons of the Ancients National Monument
Das Canyons of the Ancients National Monument befindet sich im Südwesten von Colorado in den Vereinigten Staaten. Es wird vom Bureau of Land Management verwaltet, das wiederum dem Innenministerium unterstellt ist. Es wurde durch eine Entscheidung des Präsidenten Bill Clinton am 9. Juni 2000 per Presidential Proclamation eingerichtet und umschließt drei der vier separaten Teilgebiete des Hovenweep National Monument, welches allerdings vom National Park Service verwaltet wird. Das Monument beinhaltet die größte Anzahl an archäologischen Ausgrabungsstätten in den Vereinigten Staaten, im Jahr 2005 waren es über 6000.

## Geschichte
Menschliche Spuren im Park lassen sich über 10.000 Jahre zurückverfolgen. Erste Besiedlungen stammen von Paläoindianern, welche den jetzigen Park aber wohl nur zur Jagd nutzten und als Nomaden in dem Gebiet nur zeitweise sesshaft waren. Die ca. 8000 Jahre später stattfindenden Siedlungen werden den Anasazi-Indianer zugerechnet. Die Anasazi errichteten Pueblo-ähnliche Behausungen, welche letztlich ganze Dörfer und Stadtzentren bildeten. Aus unbekannten Gründen verließen die Anasazi um 1300 das Gebiet. Vermutlich war es eine Kombination aus einer längeren Dürre verbunden mit kriegerischen Auseinandersetzungen, welches die Anasazi zur Aufgabe ihrer Siedlungen zwang. Der Großteil der bis jetzt ausgegrabenen Steinhäuser wird ihnen zugeschrieben. Nur über kurze Perioden waren Ute und Navajo im Park anzutreffen. Spanische Missionare berichteten um 1700 über ihre Begegnungen mit diesen beiden Indianerstämmen. Doch erst große Funde von damals wertvollem Eisenerz führten zu einer dauerhaften Besiedlung durch Weiße um 1830.

## Ausgrabungen

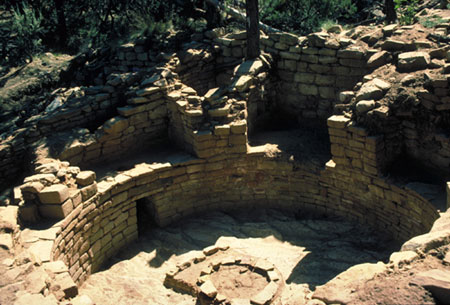
Kiva eines Pueblos

Über 6.000 Ausgrabungsstätten existieren in diesem Gebiet, sie stellen damit die höchste Dichte an Ausgrabungen innerhalb der Vereinigten Staaten dar. Von einfachen Hütten bis hin zu ganzen Pueblostädten reicht dabei die Spannweite der Funde. Die größte Siedlung umfasst dabei mehr als 420 Räume und über 90 Kivas, eine extrem große Kiva und einen zentralen Platz. Über das ganze Gebiet verteilt wurden Steintürme gefunden, welche wahrscheinlich als Beobachtungsposten dienten. Auch zahlreiche Kavernen mit einem ausgeklügelten Bewässerungssystem mit künstlichen Kanälen wurden entdeckt. In Flusssenken fand man zahlreiche Überreste von Dämmen zur Wasserregulierung. Zahllose Petroglyphen wurden im Park katalogisiert.

## Ressourcen
Im National Monument liegen Privatgrundstücke, diese sind nicht Teil vom National Monument. Diese Privatgrundstücke können nur Teil des National Monuments werden, sofern sie auf freiwilliger Basis von den Vereinigten Staaten erworben werden können. Erwirbt der Bund Privatgrundstücke innerhalb des National Monument, so werden diese Grundstücke Teil des Schutzgebietes. Die Ausweisung des National Monuments hat keinen Einfluss auf die Rechte von Eigentümern von Grundstücken, welche sich nicht im Eigentum der USA befinden, im oder an den Grenzen des Schutzgebietes. Bei der Errichtung des Schutzgebietes wurden auch bestehende Weiderechte privater Rinderfarmen auf dem Land im Bundeseigentum bestätigt. 
Das Bureau of Land Management verwaltet dieses National Monument und reguliert die Nutzung der natürlichen Ressourcen. 85 % des Gebietes werden von Ranchern und der Ölindustrie genutzt. Insbesondere letztere gefährdet durch intensive Nutzung der Ressourcen, Straßenbau und der Erschließung neuer Ölquellen die archäologischen Überreste. Tiefensprengungen zur seismischen Ortung neuer Öl- und Gasvorkommen fügen einigen Pueblos Schäden zu. Durch den intensiven Straßenbau und den leichten, nicht kontrollierten Zugang findet auch immer häufiger gewollter und ungewollter Vandalismus statt.

## Flora und Fauna
Das Gebiet ist die Heimat vieler Echsen- und Schlangenarten. Aber auch viele Greifvogelarten wie Wanderfalken, Steinadler, Buntfalken und Bussarde sind hier heimisch. Säugetiere wie Maultierhirsche, Füchse und Rotluchse sind nur selten anzutreffen.